# Aeródromo de San Blas-Wanukandi
El aeródromo de San Blas-Wanukandi (IATA: NBL, OACI: MPWN) es un aeródromo público panameño en la comarca de Guna Yala. El aeródromo está en una zona muy remota sin carreteras ni acceso terrestre a otras comunidades cercanas.

## Información técnica
El aeródromo tiene una pista de aterrizaje de hormigón en dirección 18/36 que mide 730 metros en longitud. La pista de aterrizaje está orientada en paralelo a la costa del Caribe. Los despegues y aproximaciones desde y hacia el norte son sobre el agua del Caribe.